# Вторая битва при Изонцо
Вторая битва при Изонцо 23 июня — 3 августа 1915 года. Вторая крупная битва на Итальянском фронте во время Первой мировой войны. Наступление итальянских войск с целью прорыва австро-венгерского фронта у реки Изонцо, закончилось провалом.

## Начало наступления
К 23 июня, итальянская армия завершила развертывание на всем участке фронта. Всего было развернуто около 19 дивизий и 900 орудий. Австро-Венгрия располагала 13 дивизиями и 500 орудиями.
Бои приняли упорный характер. Итальянские атаки были направлены на австро-венгерские укреплённые позиции у Тольмино и Горицы, с целью расширить плацдарм у Плавы. Однако эти атаки успешно отражались австро-венгерскими частями. При вклинении итальянцев в оборону австро-венгерских войск, обороняющиеся проводили контратаки, которые привели к большим потерям среди итальянцев. Ввиду этого 7 июля итальянское командование решило прекратить наступление. Боевые действия приобрели позиционный характер.

## Продолжение наступления
К 18 июля, подтянув подкрепления и перегруппировав силы итальянцы продолжили своё наступление. Общая численность группировки итальянских войск достигла 250 тыс. человек, в то время как австрийцы располагали 78 тыс. человек.
С началом наступления выявилась слабость итальянской артиллерии, которая не смогла обеспечить успешное наступление пехоты. Просчеты итальянского командования, разрозненное наступление на разных участках, привело к большим потерям среди итальянцев. Не достигнув какого-либо результата 3 августа наступление прекратилось.